# 津綟子

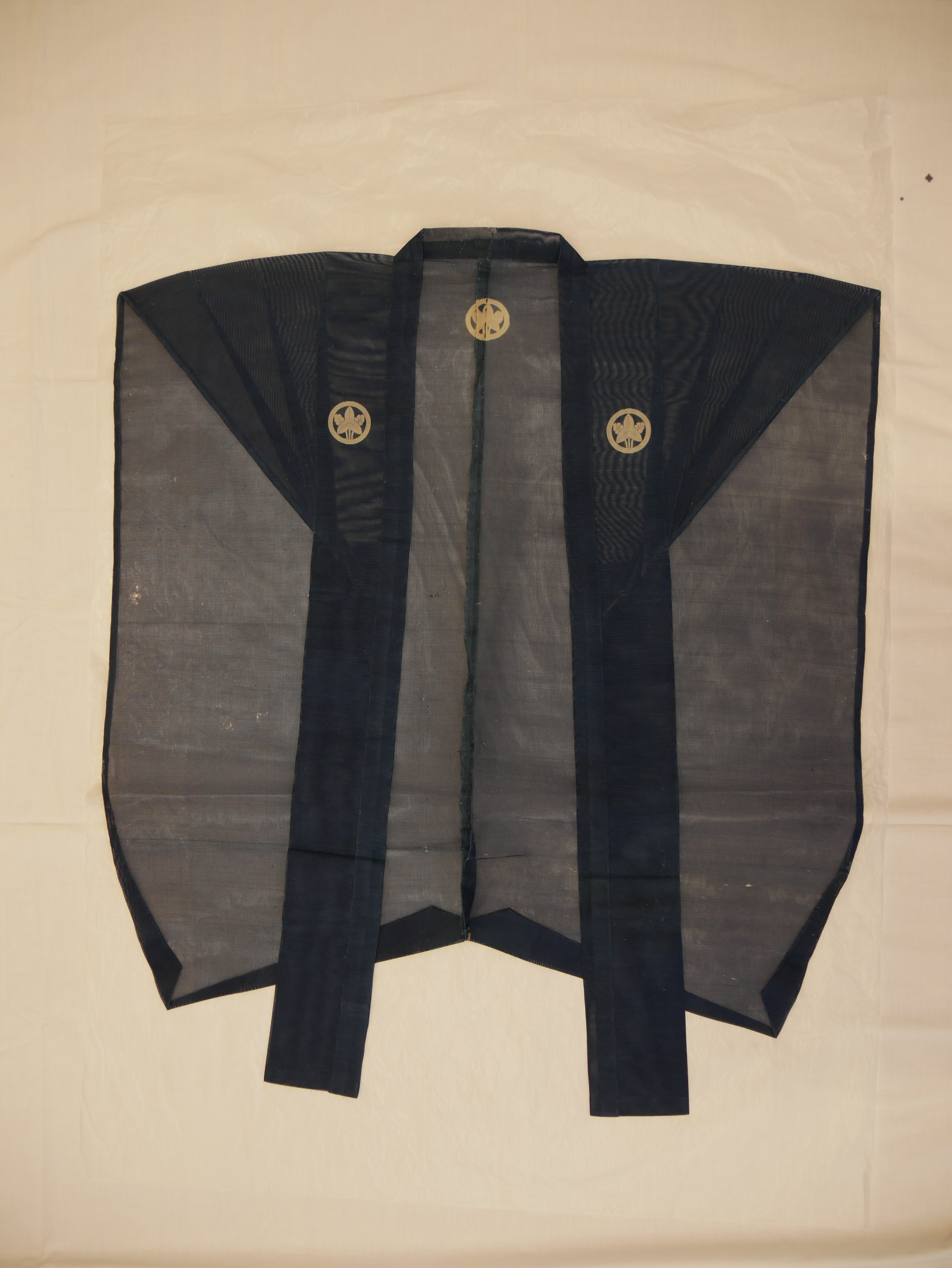
津綟子肩衣全体（三重県総合博物館蔵・県指定文化財）

津綟子（つもじ）は、三重県津市安濃地域周辺で、遅くとも江戸時代初期から明治時代頃まで綟り織（もじりおり）の手法で織られていた薄く透きとおる織物である。夏の衣料に適している。将軍家・大名への献上品・進物品とされたり、庶民の普段着として幅広く着られた。材料として麻または苧麻などが使われた。
2021年現在、現存が確認されているものに、肩衣（三重県総合博物館蔵1点、四日市市楠町郷土資料館蔵1点）、襦袢地（安濃町、浅生家）、つもじ布切れ（安濃町古川家）、黒羽織（津市安濃郷土資料館）がある。
2009年頃から、地元グループが津綟子を再現しようと活動している。

## 特徴

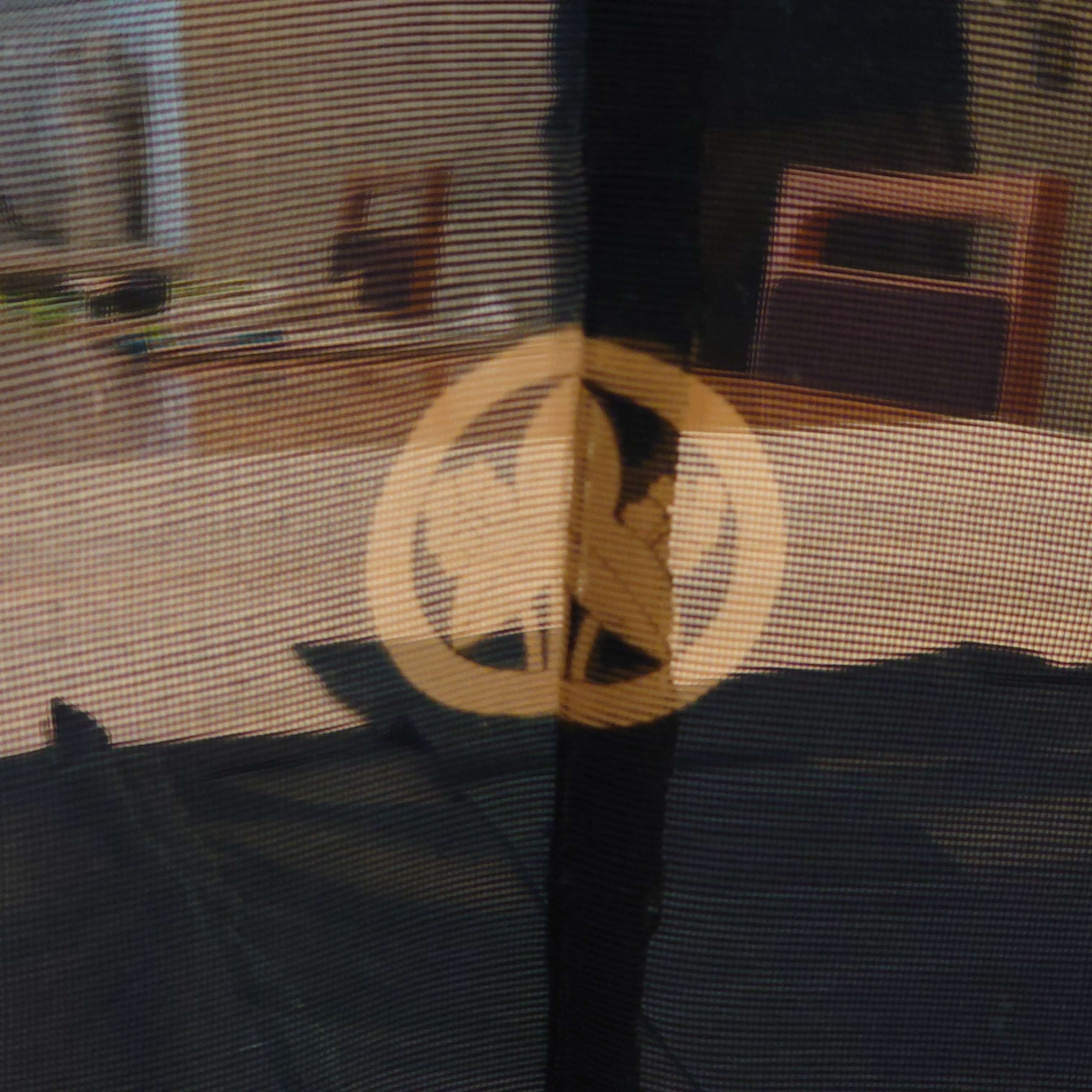
津錑子肩衣（三重県総合博物館蔵）。布の向こうが透けて見えている。

綟子とは織物組織の一種で搦み織ともよばれる。織り方の原理は2本の経糸が緯糸をはさんで綟る（ねじる）ようにして織られる。そのため織り目に一定の整然とした隙間が生じるようになり通気性が良い。現在のレースやカーテン地、漁網などの網にもこの方法が用いられている。
津綟子は、江戸時代には全国的にも名産として「津綟子」「伊勢綟子」と呼ばれていた。
三重県の県指定文化財（工芸品）に、「津綟子肩衣」があり、経糸に精緻に製糸された苧麻糸を2本、緯糸に絹糸1本が用いられ、非常に細かい隙間が生じている。
通気性が高いため夏の衣服に用いられ、武家の肩衣（かたぎぬ）、帷子（かたびら)、袴（はかま）、素襖（すおう）などに使用されたほか、蚊帳（かや）としての用途もあった。

## 歴史

### 津綟子のはじまり
いつ頃から生産が始まったのかは詳細は不明だが、文献に見える最古の記録は1713年（正徳3年）の資料『綟職につき八町太兵衛願書写』に、1594年（文禄3年）の太閤検地に関して「綟子屋年貢仲間上納仕」とあり、すでに16世紀末にはかなり生産が行われていたことが確実とされる。
1646年（正保3年）の取引資料『走井土佐守綟子代銀請取覚』に「合綟子四拾也、右之代百六拾目也、清水もしや四郎兵へ殿まいる」とあり、旧・安濃郡に属する清水村（現・津市安濃町清水）からの納入が示されている。この「もじや四郎兵衛」は後に「御用綟子屋」として栄えた古川家で、明治時代末に廃業するまで続いていた。
1656年（明暦2年）の『勢陽雑記』には、「綟子は安濃郡の村々、村主、阿濃、内田、太田などいふ村にて織ることを専とす。津八町　清水村にて染むる事を得たり」とあり生産の広がりがわかる。

### 藩への献上
古川家の『御用綟子等につき事歴覚案』に「御献上、御肩衣・御蚊帳の儀は、天和二戌年、四代前四郎兵衛に始て仰せ付けらる」とある。4代とあることから、1代25年と計算しても、1580年ごろにはすでに生産が定着し、「もじや四郎兵衛」が存在していたことが伺われる。また、「御献上」とあるのは津藩から将軍家・大名家への献上と考えられ、すでに古くから藩に献上していたことが分かる。そしてこの年将軍家への最初の藩献上があったという記録が『宗国史』にある。
1685年（貞享2年）、同じ『事歴覚案』に「鶴姫様江先年御蚊帳被為進候染色萌黄ニ立浪之ちらし模様ニ被為仰付、三代前祖父四郎兵衛相勤首尾能差上申候処、（中略）夫より御綟子屋与唱来り申候」と、将軍家へも納入していた。各地大名からの注文に応じた記事もあり、このころから津綟子は全国へ普及していった。
1865年（慶応元年）の『綟職衰微につき年賦売下げ願』によると御用の量が半減し、1862年（文久2年）の『御用綟売買・織方につき願書写』には木綿の進出で生産に携わるものが減ってきたことが記されている。

### 綟子の制禁
津藩は津綟子を扱う者たちに対して脇売や他所への搬出、御用以外に織ることの制禁を出した。それは、技術の流出防止や品質保持、幕府への献上・進物が重視されていたためだった。また、津綟子の織り方・技術が他の地域にもれることのにないようにしていた。

### 明治時代以降
1873年（明治6年）の『綟子織上納之義ニ付嘆願』に「御献上廃止休業同様、年貢上納勤難」とある。明治時代中頃から海外から安い綿糸が輸入され始め、また、木綿などの綿製品は機械化による大量生産が可能になったことで、農村部でも安価でこれら既成の衣料を入手できるようになると、津綟子も苧麻や麻から綿糸に移行し、生産を行っていったことが分かる。
1924年（大正13年）の『津市案内記』には「今需要減じて昔時の如く用ひぬ。珍奇名産で史的趣味織物」とされている。

### 津綟子の新発見
2021年（令和3年）、津市芸濃町の旧家で津綟子の襦袢地（肌着用生地）が見つかった。幅33センチメートル、長さ533センチメートルの男性用と思われる肌着1着分に相当する。「河邉清右衛門」と書かれた販売元の商標がついており、商標付きのものの発見ははじめてである。明治時代後半につくられ、21世紀初頭に現存する数例の津綟子の中では最後期にあたる。文庫紙には「津綟子御襦袢地」と記載がある。

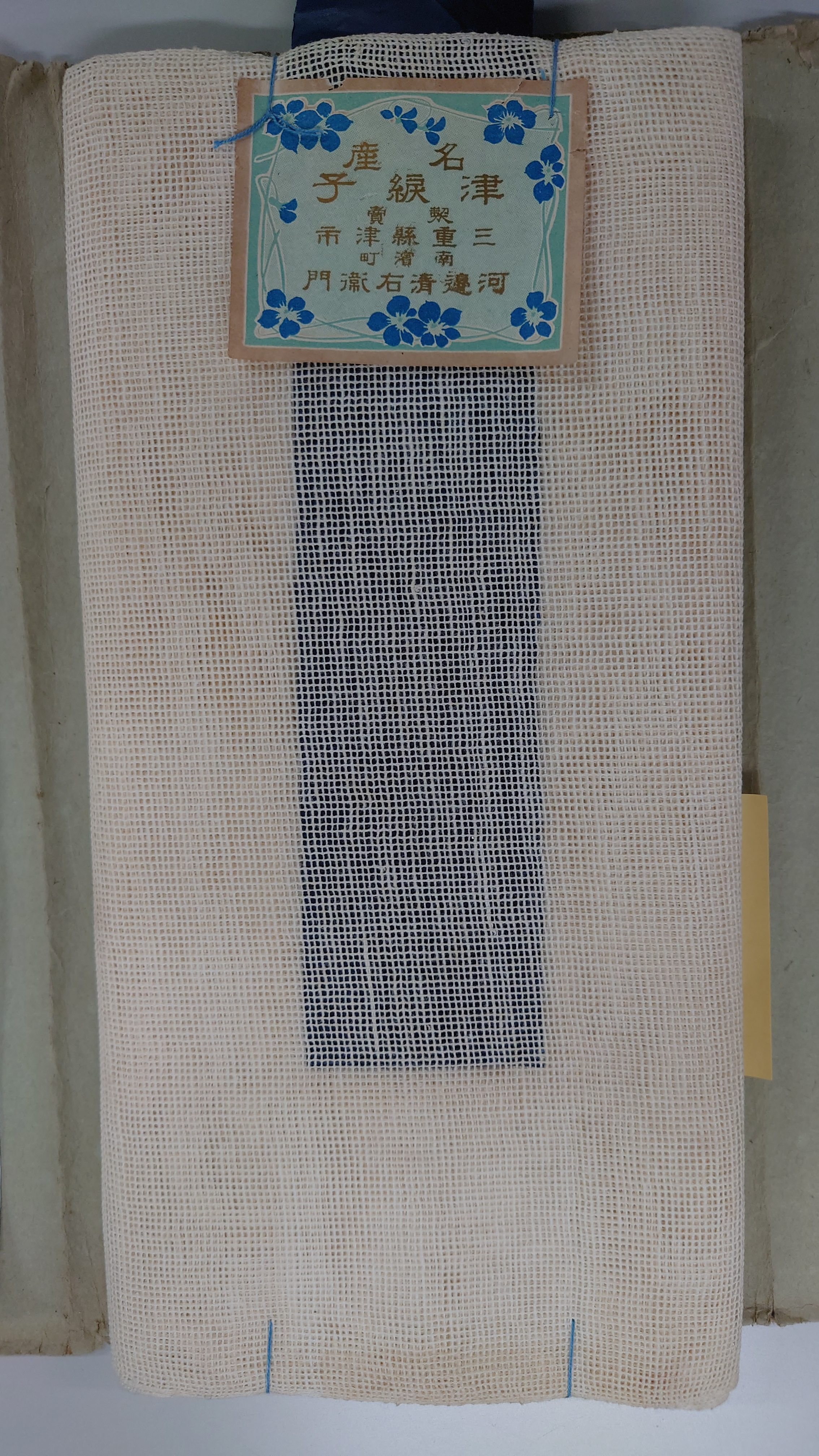
津綟子襦袢地（肌着用生地）（個人蔵）
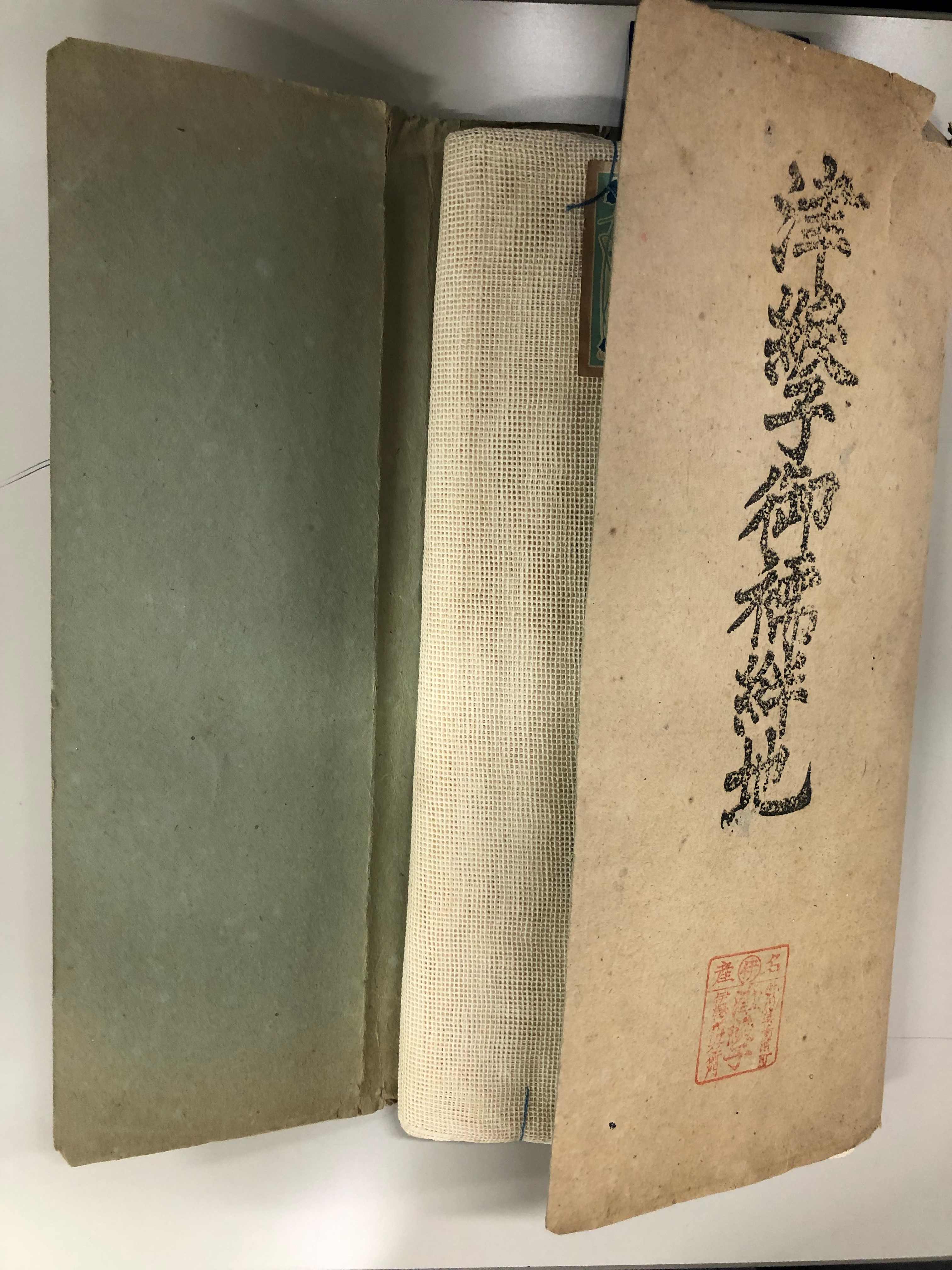
津綟子襦袢地 表書き（個人蔵）

## 原材料

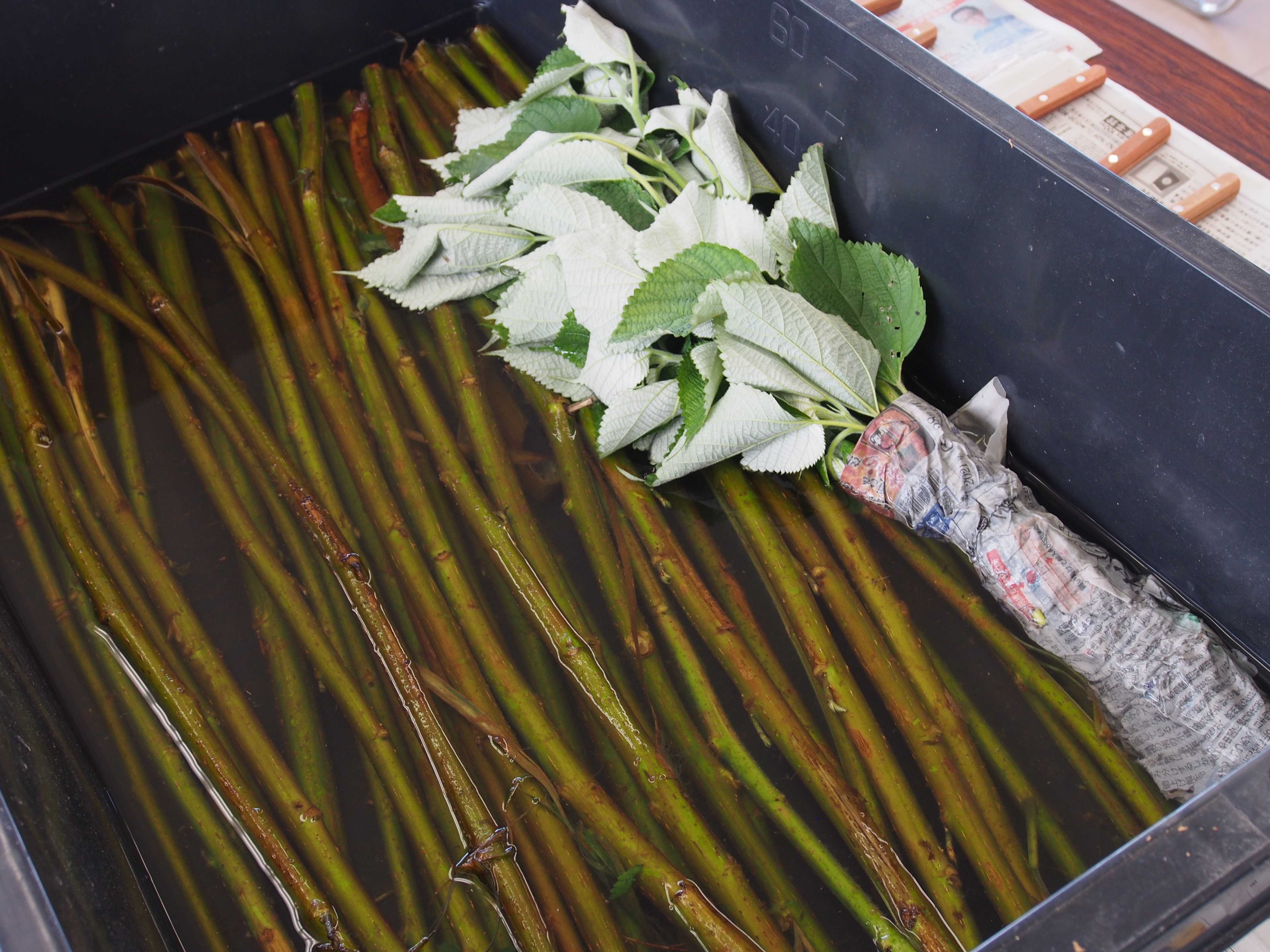
苧麻の茎。

津綟子の原料には主に苧麻や麻だけでなく、木綿や絹も用いられた。
しかし、安濃町に残る記録では苧麻・麻の栽培から糸作りにいたる過程に関する資料が未見で、実際にこの原材料が津の安濃川流域で栽培されていたのかという疑問もおこるほどだという記述もある。

## 製法・生産地
津綟子は安濃川流域、特に美濃屋川沿いの旧安濃村域の村を中心につくられた。津綟子の生産にかかわった代表的な村は安濃、内多、村主、清水である。
村田陽子著『三重県の麻について』（2003年）によると、苧麻（カラムシ）は名張市・松阪市・鈴鹿郡・阿漕町等で栽培例がある。栽培の記録は少なく長い期間のうちに記録が消失してしまったと考えられている。
木綿への原材料の移行は、御用の減少や町方商人との競合などにより麻織物から移行することとなったのであろうと考えられている。

### 糸づくり
『第二回内国勧業博覧会解説』（明治14年）によると、原麻の繊維は硬いために油で柔らかくし、水に浸したあとに絞り、竹弓で何度も打ち、小雛を作り扱著で麻を撚り糸績み（いとうみ）をするなどの詳しい記述がある。

### 織る
内多、安濃、村主で藩に納めるような御用綟子を、長岡、安濃、荒木などの村周辺で庶民らが着る並綟子を織っていたようで、御用綟子と並綟子は織元が分離していたことがわかっている。

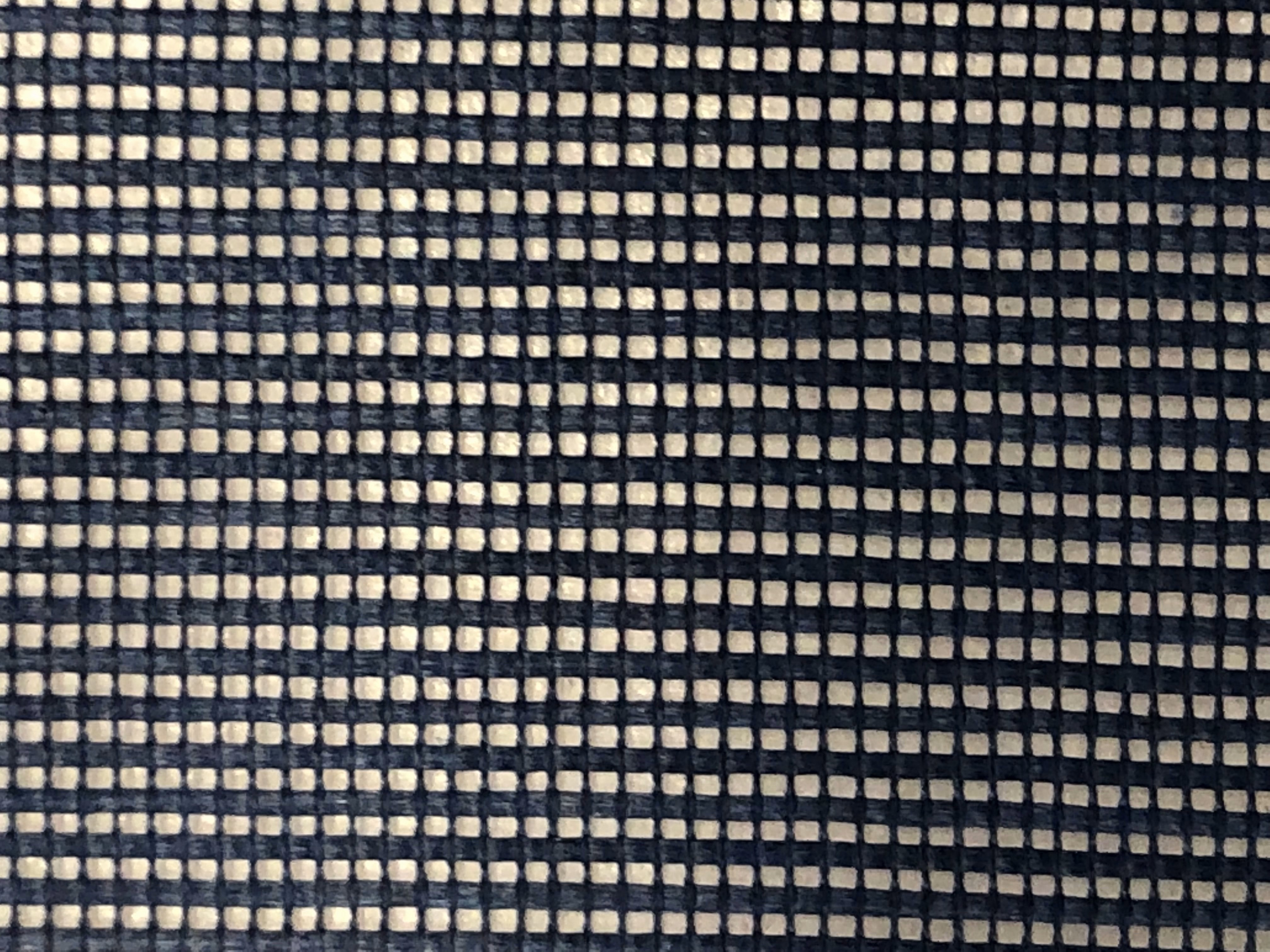
津綟子肩衣 拡大（三重県総合博物館蔵）。経糸と横糸の太さが違うのがわかる。
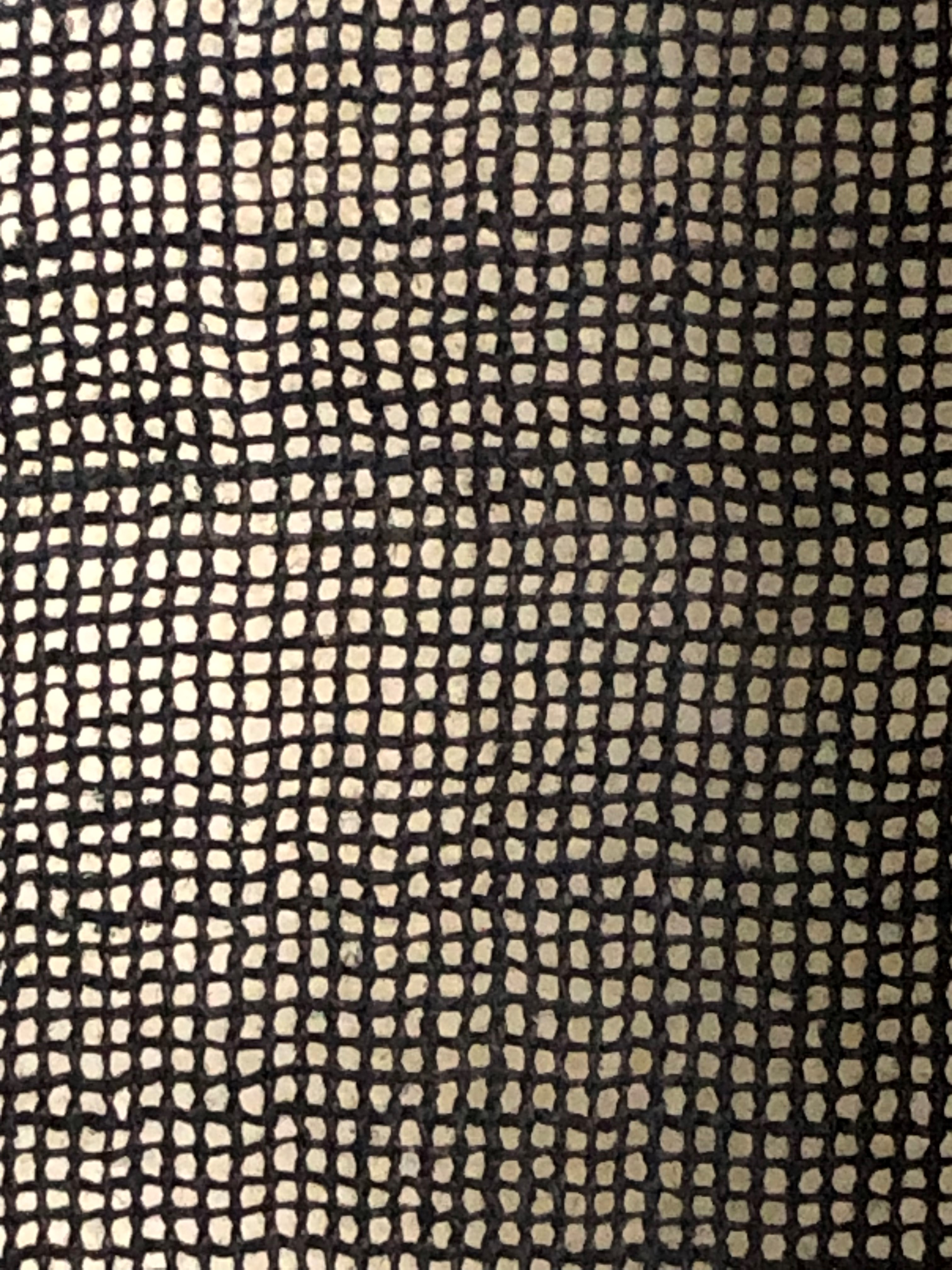
津綟子黒羽織 拡大（安濃郷土資料館蔵）
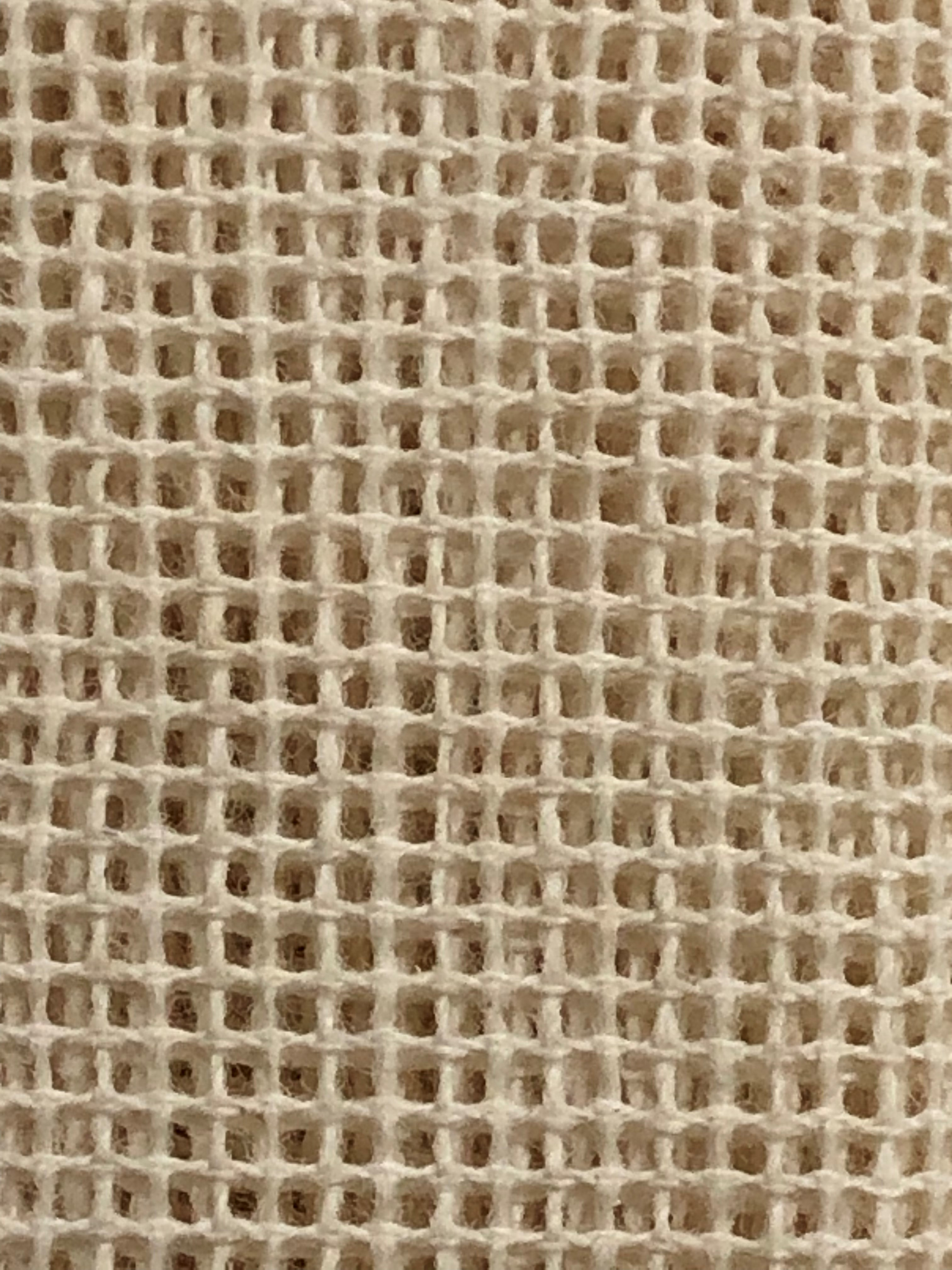
津綟子襦袢地 拡大（個人蔵）

### 染める

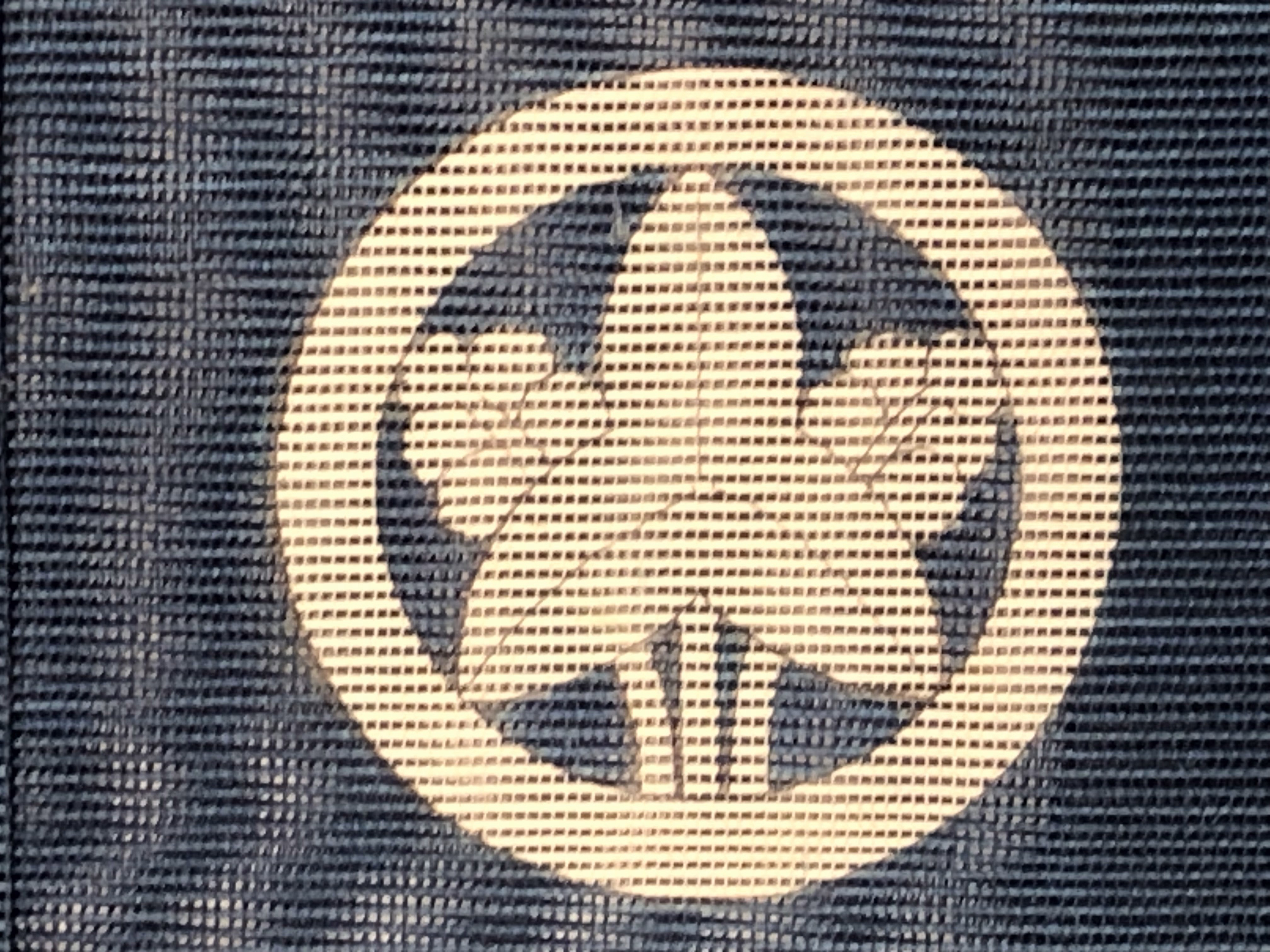
津綟子肩衣 紋部分拡大（三重県総合博物館蔵）

清水村では織元で織られた綟子を仕入れ、染付して製品化していたようだ。なお、御用綟子以外の染色については、元禄年間頃から他所染めが出始め、御用綟子屋や綟子屋仲間以外でも染色されていた。
安濃郡産製の藍を用いて藍染をしていたものが多かった。昭和初期とされる鈴木敏雄「津綟子雑考」によれば、天保から明治以前は優美なものが多く、それ以降は白地中心で無地や紺もあったという。縞もじは銘仙のようなもので糸染めをし、捺染、友禅染と大差なく白無地に肉筆のものも出ているという。